# سنگک

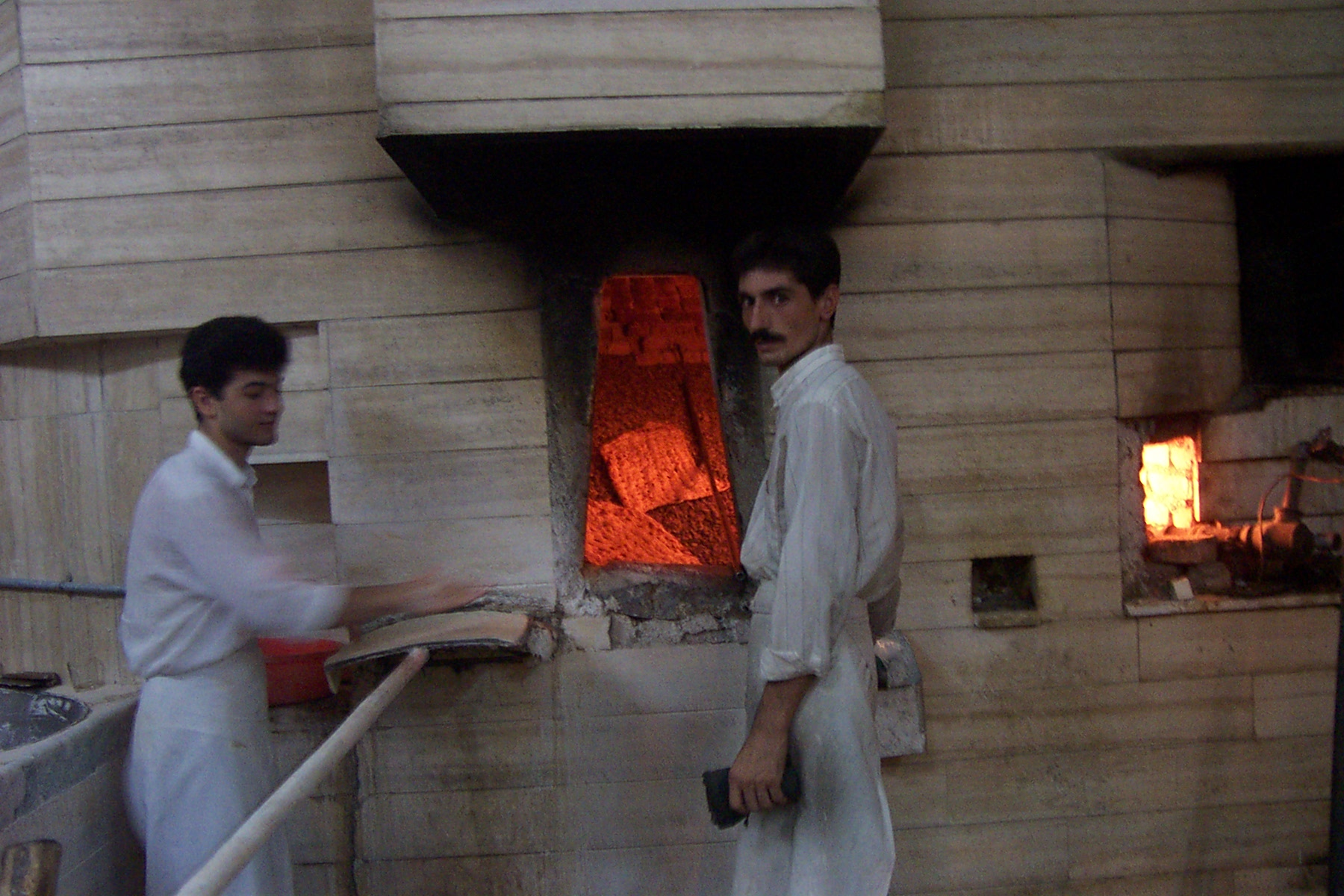
نانوایی سنتی سنگک در ایران

سنگک نوعی نان است که روی بستری از سنگ‌ریزه یا ریگ در تنور مسطح پخته می‌شود. (سنگک: سنگ + ک کوچک کننده: سنگ ریز و خرد). این نوع نان از آن کشور ایران می‌باشد و تکامل یافته نان عشایری است که روی آتش و سنگ می‌پختند و به آن کماج می‌گفتند. در اوایل دوره پهلوی یکی از رایج‌ترین نان‌ها در ایران بود. نان سنگک پیشتر نان طبقه اشراف و نظامیان بوده است در قدیم در بعضی شهرها، سنگکی‌ها نانوایی‌های فصلی بوده‌اند بیشتر در زمستان و ماه رمضان پخت می‌کرده‌اند. در گذشته نان خشک تنوری ماندگارترین نان خانوار ایرانی بوده و چند ماه بیات نمی‌شده است. زنان در نیمه اول سال برای فصل سرما در مطبخ (آشپزخانه) در تنور نان می‌پختند و آن را با گرمای ملایم کاملاً خشک می‌نمودند.
شیخ بهایی از علما و دانشمندان قرن دهم هجری را باید مخترع نان سنگک و شکل تنور آن دانست. این اختراع به قدری با دقت و هوشیاری طراحی و عملی شده که پس از گذشت چند صد سال هنوز به همان صورت اولیه پخته می‌شود و نانی که از تنور سنگکی به دست می‌آید، محبوب‌ترین نان ایرانی است.
شاه عباس برای رفاه حال لشگریان خود که غالباً در سفر احتیاج به نان و خورش موقت و فوری داشتند و لازم بود به هر شهری می‌رسند نانواهایی باشند که بتوانند به قدر مصرف سربازان نان تهیه نمایند و غذایی باشد که خورش نان قرار دهند، درصدد چاره برآمد و حل این مشکل را از «شیخ بهایی» که از دانشمندان مشهور ایران بود را خواستار شد.
چون در سفر لشکریان مجبور به تهیه آرد از شهرهای مختلف بودند و آرد هر شهر با شهر دیگر از نظر نوع گندم آن تفاوت داشت باید طوری این نان پخته می‌شد که از هم وا نرود و قابل استفاده باشد.
پس آرد آن مخلوطی از انواع آردها بوده و همچنین باید با سبوس گندم نیز برای سهولت در هضم مخلوط می‌شد.
همین است که رنگ آن تیره بوده و به خاطر وجود انواع آرد؛ قدرت چسبندگی آن کم است و باید حتماً روی سنگ پهن شود تا نریزد.
کتاب سال‌نمای کمیته نانوایان تهران ۱۹ اردیبهشت سال ۱۳۲۶ شمسی در تهران تاریخچه چگونگی پیدایش نانوایی و نان سنگک

## پیشینه
یکی از نظریه‌ها دربارهٔ تاریخچه نان سنگک این است که نان سنگک پیش از اسلام در ایران رواج داشته است و پس از بیماری یکی از پادشاهان ساسانی، طبیب برای معالجه دستور می‌دهد که برای شاه نانی تهیه کنند که روی ریگ پخته شده باشد.
کهن‌ترین فرهنگی که در آن نام نان سنگک آمده برهان قاطع است که در سال ۱۰۶۲ هـ.ق. نگارش شده است. یکی از نخستین کتاب‌ها دربارهٔ نان سنگک، کتاب «مجموعه معارف و فرهنگ نانوایی سنگکی و نان سنگک» در سال ۱۳۵۶ نوشتهٔ سید داوود روغنی (شاطر داوود) یکی از شاطرهای معروف شهر ری است. شاطر داوود معتقد است هیچ اطلاع دقیقی از محل و پیدایش نان سنگک وجود ندارد. اما به گفتهٔ وی قدیمی‌ترین نوشته‌ای که در آن از نان سنگک نام می‌برد «برهان قاطع» است که در سال ۱۰۶۲ ه‍.ق نوشته شده است. در آن کتاب دربارهٔ معنی واژهٔ سنگک آمده است: «نوعی از نان هست که روی سنگ ریزه‌های گرم بپزند.». همچنین در دیوان شرف جهان قزوینی، شاعر روزگار شاه طهماسب صفوی، در خلال هجو قاضی شهر و ذکر پرخواری او، از نان سنگک یاد شده است و این، داستان ابداع نان سنگک در زمان شاه عباس و به اندیشه شیخ بهایی را باطل می‌کند.
به نوشتهٔ شاطر داود در تعریف این نان، «نان سنگک که از نظر مزه، طعم و همچنین هضم آسان و سلامت، بهترین نان ایران و شاید هم دنیا باشد، از آرد مرغوب و سالم و آب خالص و نمک به دست می‌آید و خمیر ترش هم که در خمیر آن به عنوان مایه خمیر (مخمر) به کار می‌رود از همان آرد و آب و نمک درست می‌شود. در پخت نان سنگک به غیر از مادهٔ فوق، جوش شیرین یا هر مادهٔ دیگری نمی‌توان به کار برد و به جز آرد گندم مرغوب و سالم، هیچ آرد دیگری حتی آرد جو یا سایر حبوب را نمی‌توان برای پختن نان سنگک استفاده کرد. نان سنگک از آرد سبوس دار کامل تهیه می‌شود.»
نان سنگک به صورت کاملاً تازه یا به صورت کاملاً خشک شده خوشمزه است اما اگر در سفره باقی بماند بد طعم می‌شود و برای تازه ماندن می‌شود ان را فریز نمود و سپس با مایکروفر ان را گرم کرد بدون این که طعم ان عوض گردد. از نان سنگک جهت خوردن دیزی و کله پاچه استفاده می‌شود.
سنگک یکی از انواع نان سنتی است که می‌توان دانه‌هایی مثل کنجد، سیاهدانه یا مخلوطی از هردو را برای خوش طعم کردنش به روی آن پاشید. در گذشته برای این کار از دانه خشخاش استفاده می‌شد که امروزه منع مصرف دارد. همچنین از سنگک به عنوان نان سفره عقد نیز استفاده می‌شود که به صورت بزرگ پخته می‌شود و روی آن را با عسل و کنجد تزئین می‌کنند.
امروزه نان سنگک با دستگاه خمیر گرفته می‌شود. پیشتر کار هیزمی بود و خمیر را در تشتک می‌گرفتند. چند بار نان سنگک ماشینی تولید شد ولی با استقبال روبه‌رو نشده است.
اگر چه سالنمای کمیتهٔ نانوایان تهران می‌نویسد: شیخ بهایی به سفارش شاه عباس نان سنگک را ابداع کرد.
اما این ادعا فاقد سند معتبر است.
از دوره پهلوی تقریباً اکثریت نانواهای سنگکی در شهرهای بزرگ مانند تهران و مشهد، بیرجندی بوده‌اند به همین دلیل نان سنگک در بعضی محله‌های تهران به نام بیرجندی پز مشهور شده است. نان سنگک به شکل امروزی تکامل یافته از روش عشایری است که تعداد زیادی سنگ و سنگ‌ریزه را بر روی آتش می‌ریختند و خمیر را به شکل نازک‌تر از تافتون روی آن پهن می‌کردند تا پخته شود.

## نگارخانه

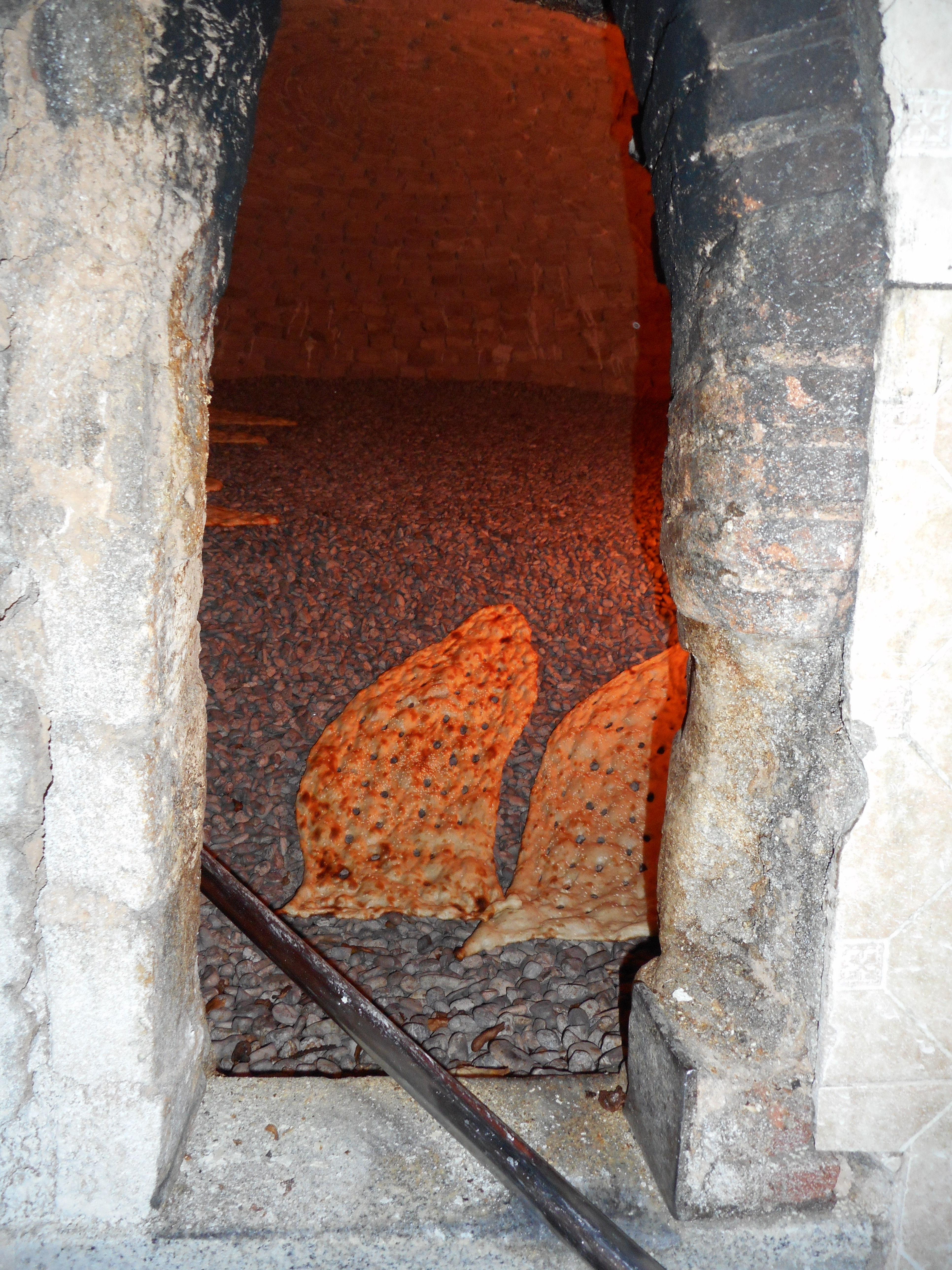
نان سنگک داخل تنور
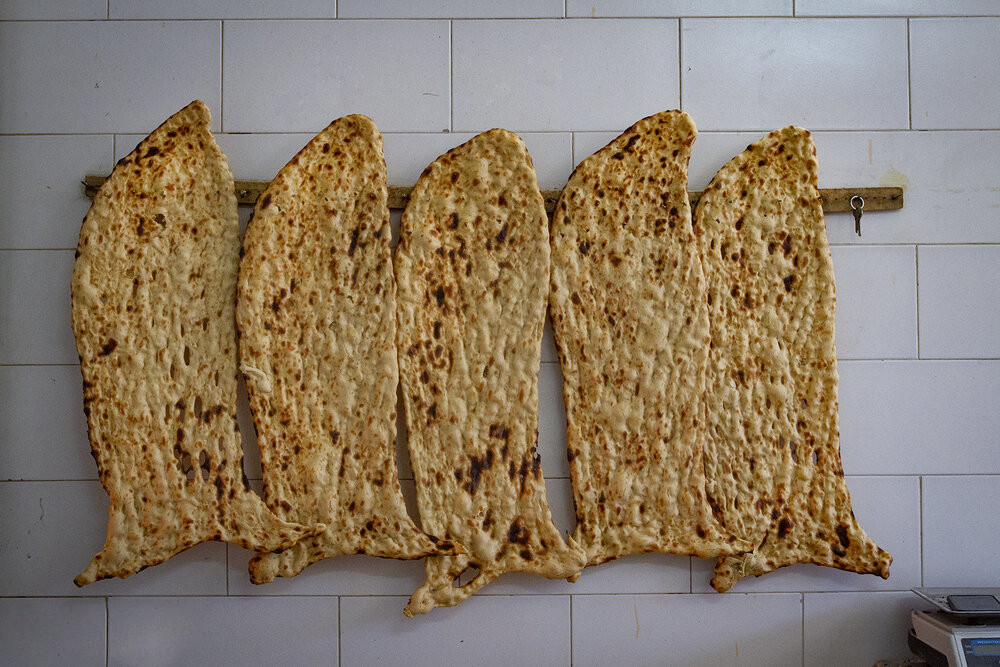
وقتی نان داغ از تنور بیرون می‌آید، آن را به دیوار آویزان می‌کنند تا خنک شود
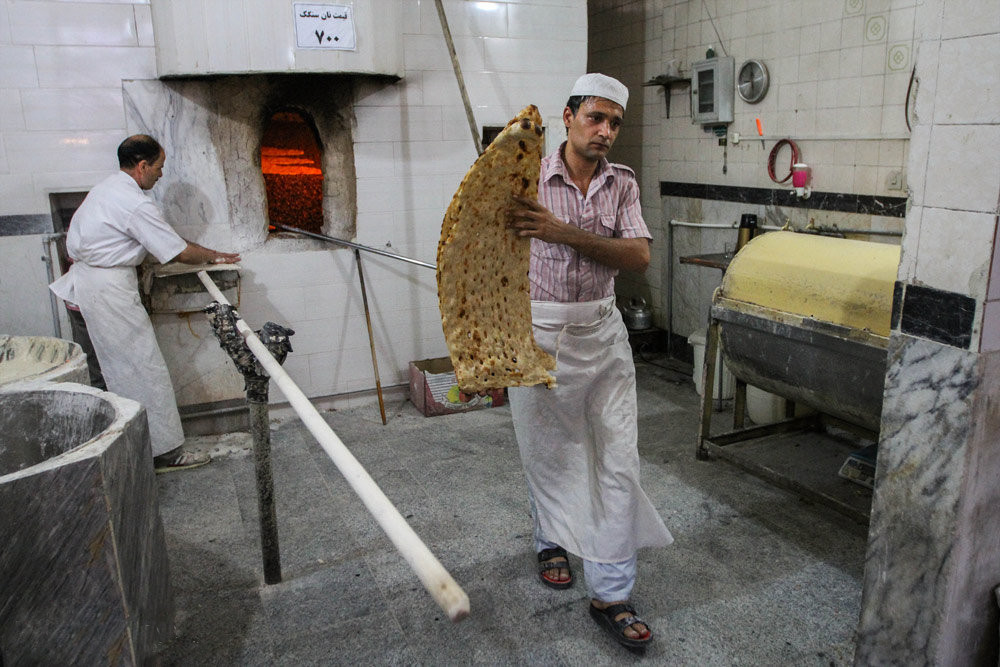
داخل نانوایی یک نفر در حال پختن و دیگری در حال تحویل نان است.
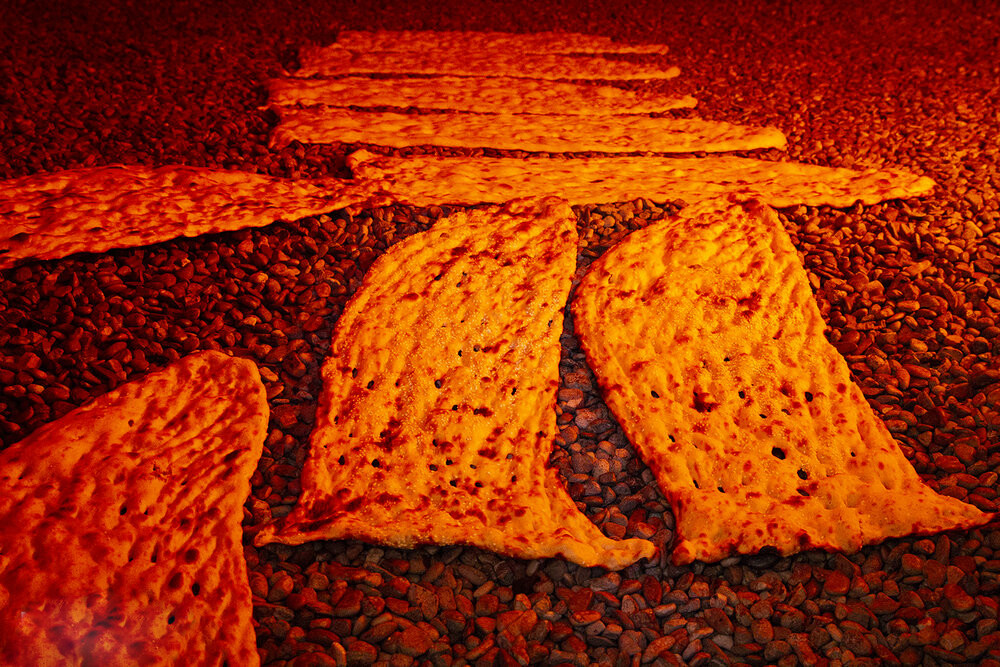
نان سنگک را باید روی سنگ پخت.
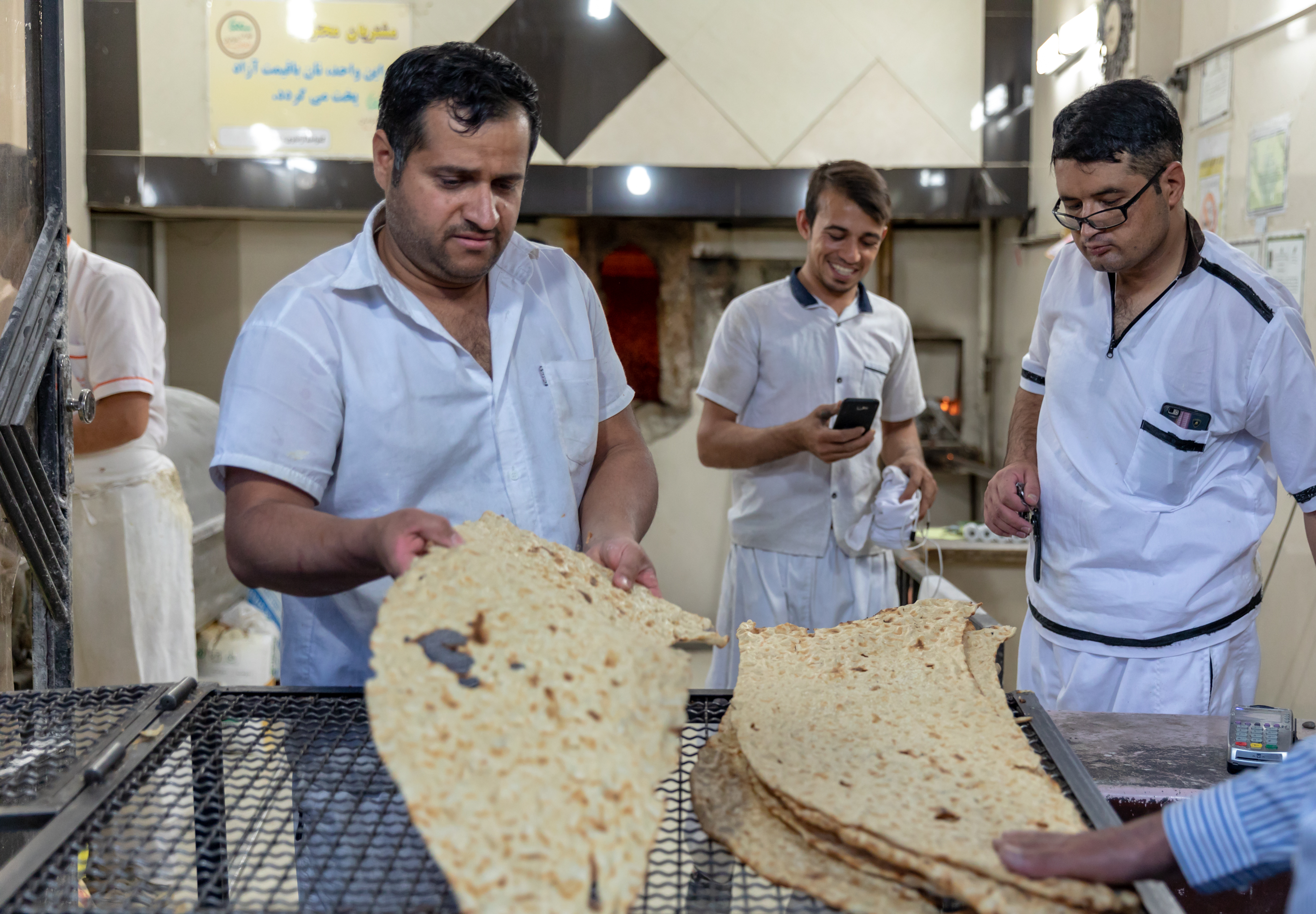
نانوا در حال تحویل نان است
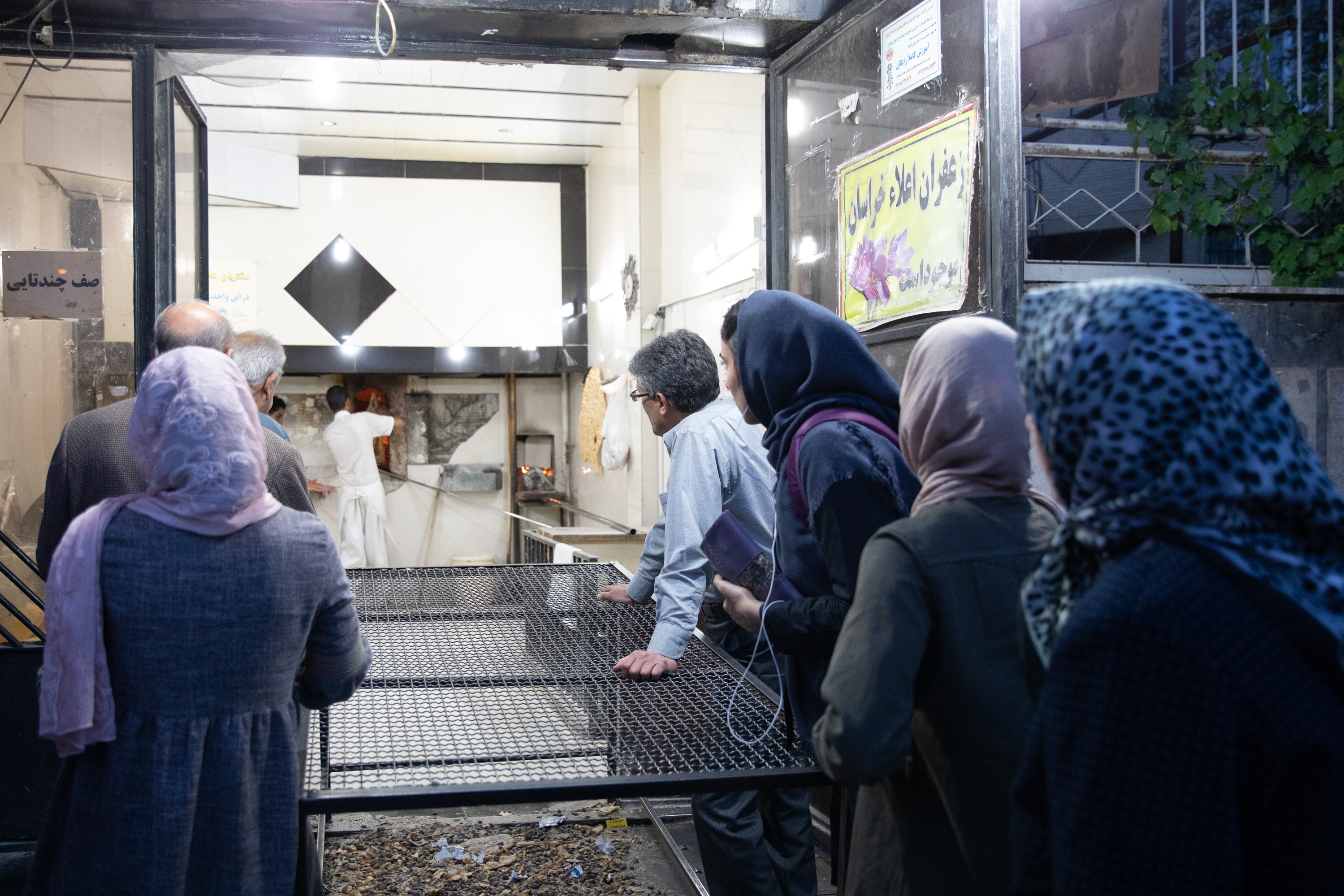
نمایی جالب از داخل یک نانوایی
اندازه واقعی نان سنگک
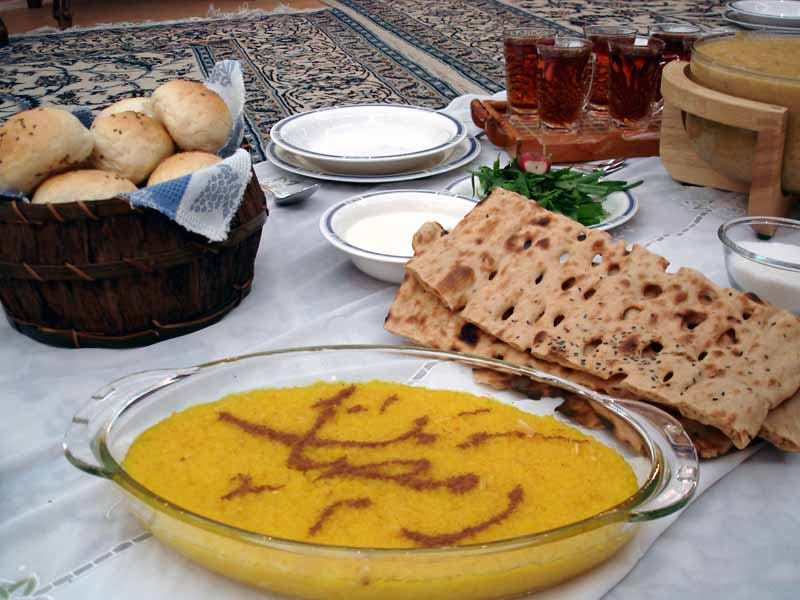
نان سنگک داخل سفره ایرانی.
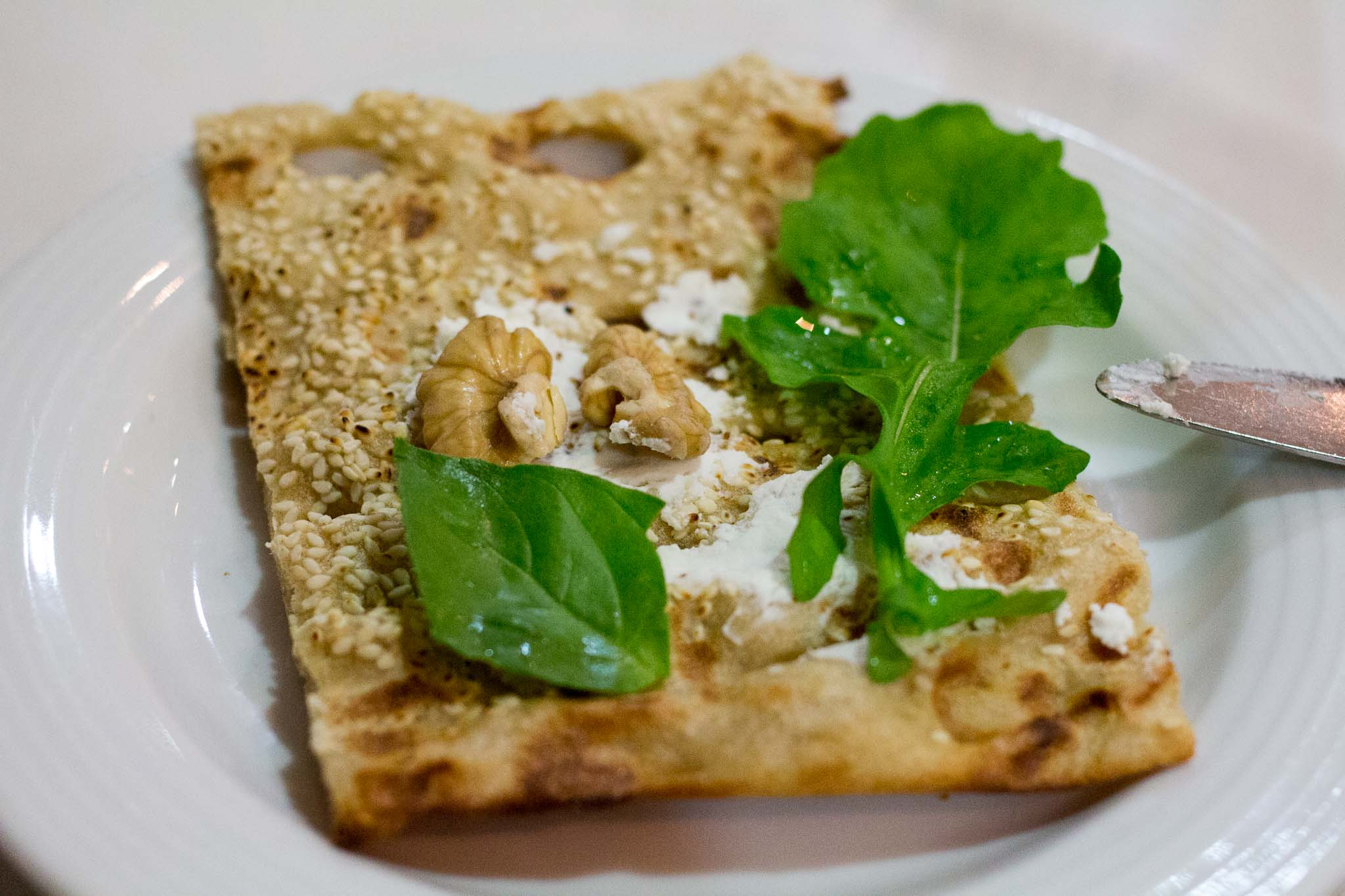
نان، پنیر، سبزی، گردو. یک صبحانه مغذی رایج ایرانی
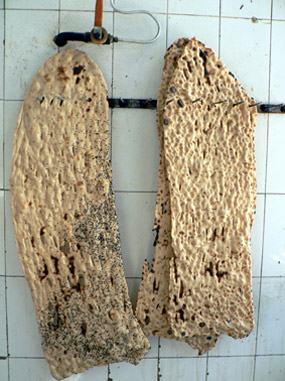